# Захоронення відеоігор Atari
Захоронення відеоігор Atari — масове захоронення непроданих картриджів з іграми, ігрових приставок і домашніх комп'ютерів на звалищі поблизу міста Аламогордо, штат Нью-Мексико, здійснене в 1983 році Atari, Inc., американським виробником відеоігор і домашніх комп'ютерів. Вважається, що поховано було кілька мільйонів непроданих копій картриджів з іграми E.T. the Extra-Terrestrial (визнається однією з найбільш провальних в історії відеоігор і зазвичай включається до списків найгірших з будь-коли випущених відеоігор) і Pac-Man для Atari 2600 (дана версія цієї гри, перенесеної з ігрових автоматів, була комерційно успішною, але вкрай негативно оцінена критиками).
Вже перші повідомлення про захоронення в пресі викликали сумніви у їх достовірності, особливо щодо масштабів захоронення. Деякі вважають описані події міською легендою. У 2014 році факт захоронення ігор отримав підтвердження в ході проведених на звалищі розкопок. Захоронення вважається значущою культурною подією, яка нагадує про кризу індустрії відеоігор 1983 року. Воно також стало кінцевим результатом катастрофічних фінансових невдач, які спричинили продаж компанії Atari, Inc.
26 квітня 2014 року почалися розкопки захоронення, які підтвердили наявність у ньому картриджів з грою E. T. the Extra-Terrestrial та інших ігор Atari.

## Попередні події

### Фінансові труднощі
Компанія Atari, Inc. була куплена Warner Communications в 1976 році за 28 мільйонів доларів США, і до 1982 році оцінювалася в 2 мільярди доларів США. До цього моменту, продукти компанії займали 80 % ринку відеоігор. Доходи від них становили половину виручки материнської компанії, і приблизно 65-70 % її поточної виручки. Станом на останній квартал 1982 року, очікувалося, що фінансові показники в американському регіоні будуть демонструвати зростання на 50 %. Однак 7 грудня 1982 року компанія представила звіт, згідно якому її виручка зросла всього на 10-15 %. На наступний день акції Warner Communications впали на третину, а квартал закінчився падінням прибутку Warner на 56 %. Крім того, CEO Atari Рей Кассар був звинувачений у використанні інсайдерської інформації внаслідок того, що він продав близько п'яти тисяч акцій Warner менше ніж за півгодини до випуску Atari звіту про прибутки. Пізніше справу було завершено мировою угодою, але Кассар був змушений подати у відставку в липні наступного року. У 1983 році Atari, Inc. зазнала збитків на суму 536 мільйонів доларів США, і була продана Warner Communications у наступному році.

### Проблемні ігри
Найбільш комерційно успішні ігри для Atari 2600 були перенесені з аркадних автоматів. Зокрема, дуже успішно продавалися такі ігри, як Asteroids (порт з власного автомата Atari), Space Invaders (за ліцензією Taito). Великі надії покладалися Atari на ліцензовану у Namco гру Pac-Man. Atari була настільки впевнена, що офіційна версія цієї гри для приставки Atari 2600 буде продаватися у величезних кількостях, що було випущено 12 мільйонів картриджів з грою — незважаючи на те, що на той момент було продано всього 10 мільйонів самих приставок. Вважалося, що гра не тільки принесе значний прибуток (називалася сума в 500 мільйонів доларів США), але й підштовхне продажі самої приставки внаслідок того, що багато гравців захочуть придбати домашню версію популярної гри для аркадних автоматів. Проте, вийшовши в березні 1982 року, гра була негативно оцінена критикою за недоліки ігрового процесу. Хоча в підсумку вона все-таки стала найбільш продаваною грою для Atari 2600, було продано всього 7 мільйонів копій, так що в Atari залишалося ще 5 мільйонів зайвих картриджів. Проблему ускладнювало високе число повернень картриджів.
Труднощі виникли і з розробленою Atari ігровою адаптацією фільму «Іншопланетянин». Розробка гри E. T. the Extra-Terrestrial була передбачена угодою між Warner Communications і режисером Стівеном Спілбергом. Слід зазначити, що на той момент рішення видати ігрову адаптацію фільму (а не портувати гру з аркадного автомата або продовжити успішну серію) було новаторським. Пізніше повідомлялося, що Warner заплатила 20-25 мільйонів доларів США за права на адаптацію фільму, що на той момент було великою сумою для індустрії відеоігор. Atari випустила 5 мільйонів картриджів з грою. Однак після випуску гри в грудні 1982 року було продано лише 1,5 мільйони з них, внаслідок чого у Atari залишилось більше половини випущених картриджів. Гра була негативно оцінена критикою і в даний час вважається однією з найгірших ігор всіх часів і народів.
Ситуація була ускладнена тим, що через упевненість Atari у високих показниках продажів, дистриб'юторам було пред'явлено вимогу здійснити закупівлі одноразово на весь 1982 рік. Однак показники продажів у 1982 році впали, внаслідок чого непродані картриджі довелося повернути Atari. Таким чином у Atari виявилося кілька мільйонів непотрібних картриджів, продати які було нереально.

## Захоронення

Місце захоронення поблизу міста Аламогордо, Нью-Мексико

У вересні 1983 року в газеті Alamogordo Daily News (Аламогордо, Нью-Мексико) було опубліковано серію статей, в яких повідомлялося, що на міське звалище 10-20 вантажівками були доставлені коробки, картриджі та ігрові приставки зі складу Atari в Ель-Пасо. Всі вони були роздроблені і поховані на звалищі. Atari обрала саме це звалище, оскільки на ньому було заборонено збирати відходи, а сміття подрібнювалося і спалювався кожної ночі. Як офіційна причина здійснення захоронення був названий перехід з платформи Atari 2600 на Atari 5200, але пізніше один зі співробітників Atari заявив, що офіційна причина не є істинною. Представник Atari Брюс Ентен заявив, що Atari відправила в сміття переважно зламані і повернені продукти.
27 вересня 1983 року новинне агентство UPI проінформувало, що очевидці події повідомили про те, що захоронений матеріал містив картриджі з популярними іграми E. T., Pac-Man, Ms. Pac-Man, ігрові приставки і персональні комп'ютери. Агентство Knight-Ridder пізніше повідомило, що 28 вересня діти місцевих жителів, копаючись на звалищі, знайшли картриджі з такими іграми, як E.T., Raiders of the Lost Ark, Defender і Berzerk.
28 вересня 1983 року статтю про подію опублікувала The New York Times. Представник Atari підтвердив інформацію, отриману газетою, заявивши, що джерелом обладнання, від якого позбавляється компанія, є завод в Ель-Пасо, який закривається і переобладнується під переробку вторинної сировини. У статті Times не зазначалися конкретні найменування картриджів з іграми, але наступні репортажі зазвичай вказували, що захоронено було картриджі з провальною грою E.T.
З 29 вересня 1983 року подрібнені відходи почали заливатися бетоном, що не є звичною практикою при захороненні відходів. Зрештою, у місті почалися протести, пов'язані з великою кількістю відходів, що виходять від Atari, які пізніше вилилися в обмеження на захоронення сміття із зовнішніх джерел.

## Наслідки

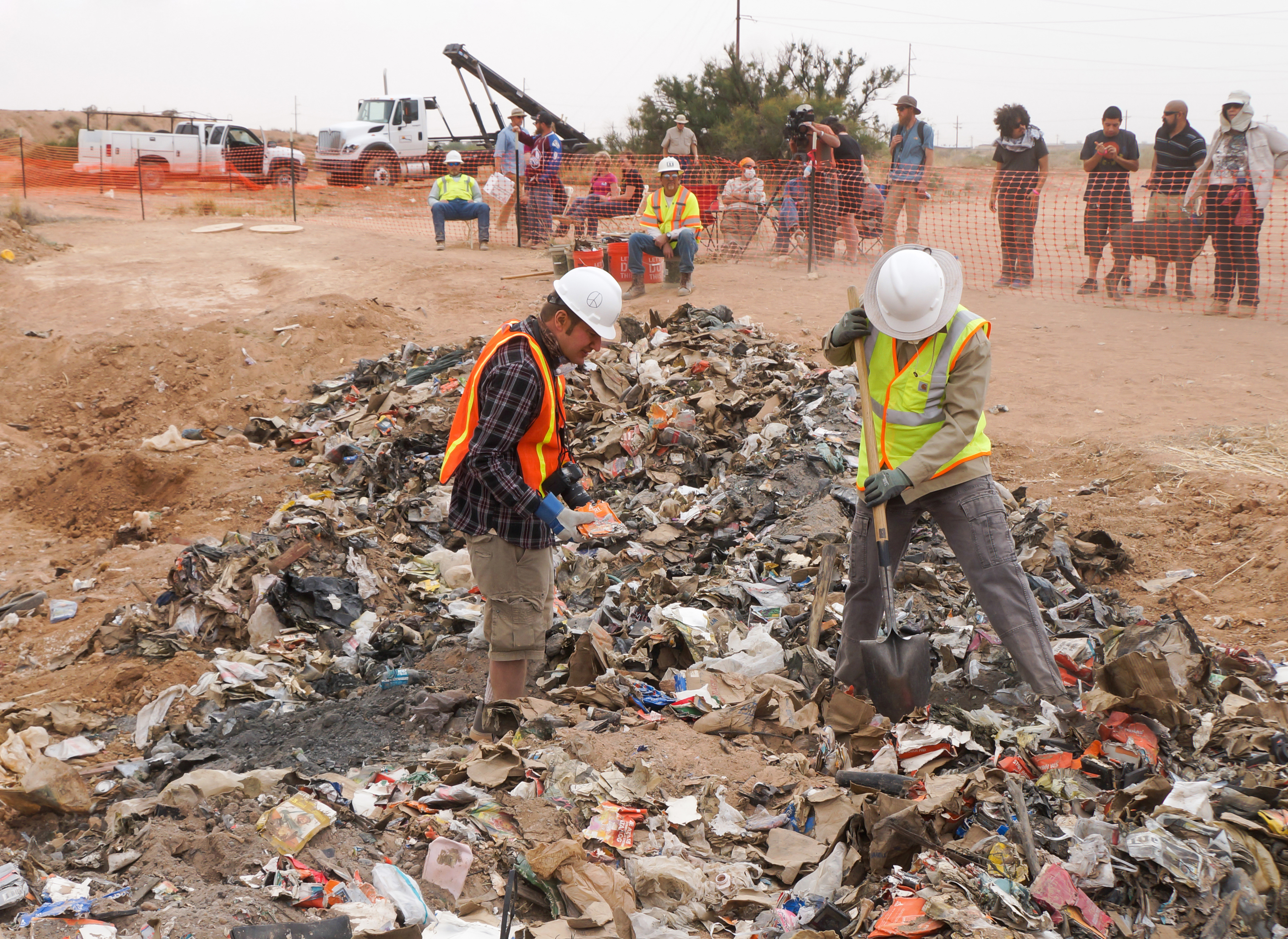
Розкопки захоронень, 2013 рік

Результатом цих подій стало широке розповсюдження чуток про те, що більша частина з 3,5 мільйонів непроданих копій E. T. the Extra-Terrestrial закінчила своє існування на цьому звалищі, подрібнена і залита бетоном. Також повідомлялося, що серед захоронених предметів були прототипи системи керування Atari Mindlink.
Суперечливість інформації про поховання призвела до того, що оцінки його як «могили E.T.» зазвичай вважаються міською легендою, що призвело до того, що й сама історія поховання в цілому, і значущість цієї події для подальшого краху індустрії також ставляться під сумнів. У жовтні 2004 року Говард Скотт Воршоу, творець гри E.T. the Extra-Terrestrial, висловив сумніви з приводу того, що знищення мільйонів копій гри дійсно мало місце. Воршоу також вважає, що падіння Atari стало швидше результатом їхніх невдалих практик ведення ділового обороту, зокрема, нав'язування погано продаваних ігор дистриб'юторам «в навантаження» до добре продаваних, а не поганої якості окремих ігор. Пізніше цю точку зору підтримав Тревіс Фас (англ. Travis Fahs), оглядач IGN, який вважав, що проблеми Atari, зокрема велика кількість непроданих продуктів, виникли через переоцінення компанією обсягу продажів Atari 2600, а не якості окремих ігор. Джон Вілз у журналі Pacific Historical Review також описує захоронення як міську легенду, називаючи його «широко визнаним, але слабо підтвердженим» (англ. widely acknowledged but rarely substantiated). Вілз вважає, що близькість захоронення до місця випробування «Трініті» і Розвельського інциденту сприяла популярності пов'язаних з ним чуток.
Подія стала свого роду культурним символом кризи індустрії відеоігор 1983 року, і часто згадується як приклад того, що відбувається, коли використовуються негідні практики ведення ділового обороту, незважаючи на припущення про те, що захоронення дозволило компанії списати захоронене майно і отримати звільнення від сплати податків.

## Розкопки
28 травня 2013 року канадською компанією Fuel Industries було отримано дозвіл на доступ до звалища протягом 6 місяців з метою знімання документального фільму про захоронення та здійснення розкопок. 19 грудня 2013 року Xbox Entertainment Studios було оголошено, що цей документальний фільм буде показаний ексклюзивно на приставках Xbox One і Xbox 360 у 2014 році. Розкопки були розпочаті 26 квітня 2014 року і були відкритими для публіки. На початку розкопок були присутні гейм-дизайнер гри E.T. the Extra-Terrestrial Говард Скотт Воршоу і режисер Зак Пенн, які взяли участь у зніманні документального фільму, а також місцеві жителі.
На розкопках також був присутній колишній менеджер Atari Джеймс Геллер (англ. James Heller), який відповідав за виконання захоронення. Він повідомив, що спочатку планувалося забетонувати місце захоронення, а також, що захоронено було не «мільйони», а всього лиш 728 тисяч картриджів.
В ході розкопок були знайдені картриджі з грою E.T. the Extra-Terrestrial і іншими іграми Atari.